# Clădirea școlii medii (Mălăiești)
Clădirea școlii medii este o clădire amplasată în Mălăiești, Unitățile Administrativ-Teritoriale din Stînga Nistrului, Republica Moldova. Este un monument arhitectural de importanță națională inclus în Registrul monumentelor Republicii Moldova ocrotite de stat cu nr. 509 (raionul Grigoriopol). Datează din 1932.